# 페테르 뮈긴
페테르 뮈긴(덴마크어: Peter Mygind, 1963년 8월 28일~)은 덴마크의 배우, 방송인이다. 영화 《라스트 크리스마스》에 출연했다.